# Дасел
Дасел (на немски: Dassel) е малък град в южна Долна Саксония, Германия с 9884 жители (към 31 декември 2013).
Първите сведения за villa Dassila (имение) са от 826 до 876 г. Около 1113 г. дава името на графския род фон Дасел. Получава права на град през 1315 г.